# Parasitisme social (délit)
 (décembre 2023).
La mise en forme du texte ne suit pas les recommandations de Wikipédia : il faut le « wikifier ».
Les points d'amélioration suivants sont les cas les plus fréquents. Le détail des points à revoir est peut-être précisé sur la page de discussion.
- Les titres sont pré-formatés par le logiciel. Ils ne sont ni en capitales, ni en gras.
- Le texte ne doit pas être écrit en capitales (les noms de famille non plus), ni en gras, ni en italique, ni en « petit »…
- Le gras n'est utilisé que pour surligner le titre de l'article dans l'introduction, une seule fois.
- L'italique est rarement utilisé : mots en langue étrangère, titres d'œuvres, noms de bateaux, etc.
- Les citations ne sont pas en italique mais en corps de texte normal. Elles sont entourées par des guillemets français : « et ».
- Les listes à puces sont à éviter, des paragraphes rédigés étant largement préférés. Les tableaux sont à réserver à la présentation de données structurées (résultats, etc.).
- Les appels de note de bas de page (petits chiffres en exposant, introduits par l'outil «  Source ») sont à placer entre la fin de phrase et le point final[comme ça].
- Les liens internes (vers d'autres articles de Wikipédia) sont à choisir avec parcimonie. Créez des liens vers des articles approfondissant le sujet. Les termes génériques sans rapport avec le sujet sont à éviter, ainsi que les répétitions de liens vers un même terme.
- Les liens externes sont à placer uniquement dans une section « Liens externes », à la fin de l'article. Ces liens sont à choisir avec parcimonie suivant les règles définies. Si un lien sert de source à l'article, son insertion dans le texte est à faire par les notes de bas de page.
- La présentation des références doit suivre les conventions bibliographiques. Il est recommandé d'utiliser les modèles {{Ouvrage}}, {{Chapitre}}, {{Article}}, {{Lien web}} et/ou {{Bibliographie}}. Le mode d'édition visuel peut mettre en forme automatiquement les références.
- Insérer une infobox (cadre d'informations à droite) n'est pas obligatoire pour parachever la mise en page.

Pour une aide détaillée, merci de consulter Aide:Wikification.
Si vous pensez que ces points ont été résolus, vous pouvez retirer ce bandeau et améliorer la mise en forme d'un autre article.

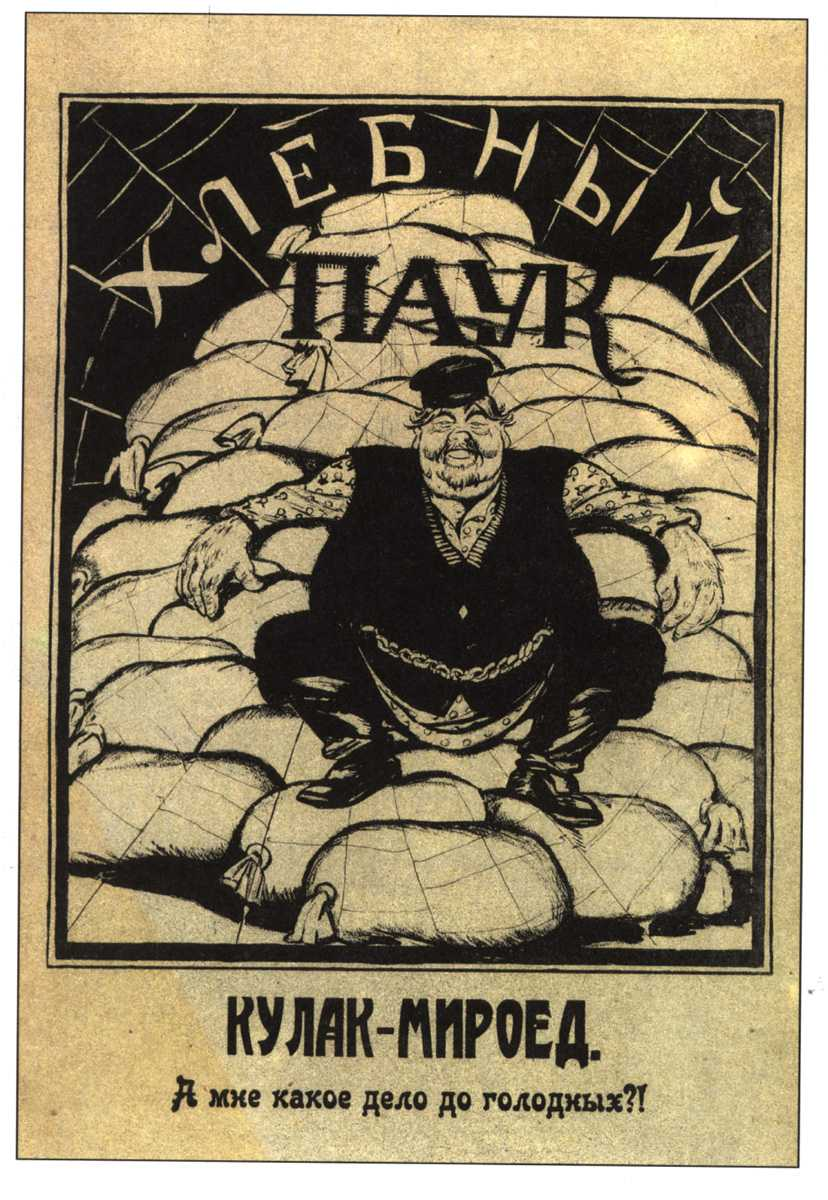
Cette affiche de propagande soviétique encourage la dékoulakisation, en présentant les Koulaks comme des thésauriseurs.

Le parasitisme social était un crime politique en URSS dont l'auteur était accusé de vivre aux dépens des autres ou de la société. Des intellectuels et des dissidents soviétiques furent accusés de ce crime, notamment Joseph Brodsky, Iosif Begun, Vladimir Voinovich, Lev Kopelev et Andrei Amalrik ainsi que nombreux mendiants.

## En Union soviétique

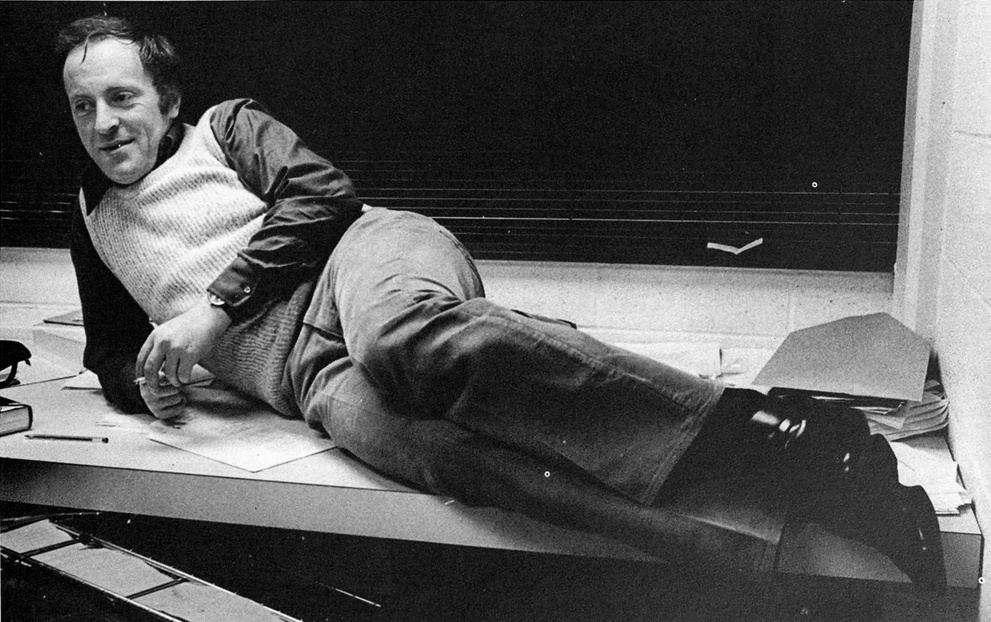
Le poète russe Joseph Brodsky (1940-1996) a été condamné en 1964 à cinq ans de travaux forcés dans l'oblast d'Arkhangelsk pour « parasitisme social ». En 1987, il remporte le prix Nobel de littérature.

En Union soviétique, qui s'est déclarée État ouvrier, toute personne adulte valide était censée travailler jusqu'à sa retraite. Le chômage fut ainsi officiellement et théoriquement aboli. Les individus refusant de travailler, d'étudier ou de servir d'une autre manière risquaient d'être pénalement accusés de parasitisme social ( russe : тунеядство), conformément au principe socialiste « De chacun selon ses moyens, à chacun selon ses besoins ».
En 1961, 130 000 personnes furent identifiées comme menant un « mode de vie antisocial et parasitaire » dans la République socialiste fédérative soviétique de Russie. Des accusations de parasitisme étaient fréquemment portées contre des dissidents et des refusniks, dont beaucoup étaient des intellectuels. Leurs écrits étant considérés comme contestataires, l’État leur bloqua l'obtention d'un emploi. Afin d'éviter un procès pour parasitisme, beaucoup d'entre eux acceptèrent des emplois peu qualifiés (mais parfois peu chronophages tels que balayeurs de rues, chauffeurs de chaufferie, etc.) leur permettant de poursuivre leurs autres activités.
Par exemple, le poète russe Joseph Brodsky a été accusé de parasitisme social par les autorités soviétiques. Un procès tenu en 1964 a révélé que les petits métiers qu'il exerçait ainsi que sa fonction de poète ne constituaient pas une contribution suffisante à la société.

## En Biélorussie
En 2015, le dictateur Alexandre Loukachenko a introduit un nouveau décret portant sur « sur la prévention du parasitisme social » prévoyant que les individus travaillant moins de six mois par an paient une taxe annuelle de 158 euros. Ce texte rappelant à bien des égards les lois de l'URSS contre le parasitisme social, beaucoup le rebaptisèrent officieusement « décret sur les parasites ».
Dans les faits, ce projet concernait une population très hétéroclite telle que des entrepreneurs indépendants, des retraités réalisant des petits métiers ou les sans-emploi non-inscrits au chômage, démarche impliquant la réalisation de travaux communautaires pour une très faible rétribution. Cela concernait donc 470 000 personnes sur une population de 10 millions, dont l’emblématique écrivaine Svetlana Alexievitch, lauréate du prix Nobel en 2015, rebaptisée « parasite social »,,.
Cet impôt a provoqué des manifestations massives au printemps 2017 qui poussèrent le pouvoir à un aménagement du dispositif sans abrogation du décret. Depuis 1er janvier 2019, les personnes « aptes au travail », mais comptabilisées comme économiquement inactives, doivent payer au plein tarif les services collectifs communaux subventionnés par l’État tels que l'eau, le logement ou le chauffage.

## En Roumanie
Le régime communiste de Nicolae Ceaușescu a criminalisé le parasitisme social par décret en 1970. La dictature considérait les jeunes comme des individus potentiellement déstabilisateurs et ciblait ceux qui ne correspondaient pas aux normes socialistes. Les citoyens pourraient être arrêtés s'ils étaient trouvés dans les rues à des heures où ils auraient dû être au travail ou à l'école. Les peines encourues allaient d'un emprisonnement d'un à six mois ou une amende de 1 000 à 5 000 lei.
Une loi de 1976 a élargi la lutte contre le parasitisme, déclarant que si une personne apte au travail refusait un emploi, elle pouvait être contrainte par décision de justice à travailler pendant un an sur des chantiers de construction, dans des fermes, dans des forêts ou dans des usines. La milice était chargée du respect des mesures et ses actions étaient souvent arbitraires.